# مملكة كوماجيني
مملكة كوماجيني (بالأرمينية:Կոմմագենէի Թագավորութիւն، باليونانية: Βασίλειον τῆς Kομμαγηνῆς) كانت مملكة قديمة من العصر الهلنستي.
لا يعرف عن منطقة كوماجيني إلا القليل قبل القرن الثاني قبل الميلاد. ولكن، يبدو لنا من الأدلة القليلة التي بقيت لنا، بأن كوماجيني شكلت جزءً من دولة أكبر شملت مملكة سوفيني en. وقد زعم ملوكهم المتأخرين أنهم ينتمون إلى الأسرة الأورونتية en، وهم بذلك ينتسبون للعائلة التي أسسب مملكة أرمينيا القديمة. إلا أن هذه المزاعم غير أكيدة.
ويعتقد أن الإمبراطورية السلوقية تحكمت بالكوماجين خلال فترة حكم أنطوخوس الثالث الأعظم الذي حكم مع نهاية القرن الثالث وبداية القرن الثاني ق م.
وقد استمر هذا التحكم حتى 163 ق م تقريباً، عندما قام السطرب أي الحاكم المحلي بطليموس بالإعلان عن نفسه كملك مستقل بعد موت الملك السلوقي أنطيوخوس الرابع إبيفانيس. وقد حافظت مملكة كوماجيني عن استقلالها حتى عام 17 م، عندما جعل الإمبراطور تيبيريوس منها إقليم روماني. ثم عادت لتكون مملكة عندما تم إرجاع أنطيوخوس الرابع بناء على أوامر من الإمبراطور كاليغولا، ثم عزل من قبل الإمبراطور نفسه، ثم أرجع بعد بضع سنوات بأوامر من خلفه الإمبراطور كلوديوس. فبقيت المملكة إلى عام 72 م، عندما قام الإمبراطور فسبازيان بشكل قاطع ونهائي بجعلها جزء من الإمبراطورية الرومانية.

## الهوية الثقافية
تميزت الهوية الثقافية لمملكة كوماجيني على نحو مختلف. ويُشير بيير ميرلات إلى أن مدينة دولوك التابعة للملكة، مثلها مثل غيرها من المناطق المجاورة لها، تُعد «نصف إيرانية ونصف هيلينية». يصف ديفيد إم. لانج مملكة كوماجيني بأنها «مملكة هيلينية أرمينية سابقة»، بينما يصفها كل من بلومر ووينتر على أنها «مملكة هلنستية». أما فرانك مكلين يصفها بأنها «مملكة أرمينية صغيرة مسلوبة في جنوب الأناضول». في حين وجود لهجة محلية من الآرامية يتحدثها بعض السكان، أما بالنسبة لفيرغوس ميلر فهو يقول بأن «في بعض أجزاء منطقة الفرات، مثل مملكة كوماجيني، لا شيء يمكن أن يقترب من الإجابة على الأسئلة حول الثقافة المحلية فيها».
في حين أن اللغة المستخدمة في الآثار العامة كانت يونانية بشكل نموذجي، فإن حكام مملكة كوماجيني لم يخفوا عن انتماءاتهم الفارسية. فقد ادعى ملوك كوماجيني أنهم ينحدرون من سلالة أورونتيد، وعلى هذا فإنهم مرتبطين بالعائلة التي أسست مملكة أرمينيا القديمة؛ لكن دقة هذه المطالبات كانت غير مؤكدة. وفي مملكة أنطيوخس الأول ثيوس كوماجيني في جبل نمرود، نصب الملك تماثيل أثرية ضخمة للآلهة التي تحمل أسماء يونانية وإيرانية مختلطة، مثل زيوس أهورامزدا، بينما كان يحتفل بانحداره من الأسر الملكية في بلاد فارس وأرمينيا، كما ورد ذلك في كتب ونقوش باللغة اليونانية. على مدار القرون الأولى قبل وبعد الميلاد، تظهر الأسماء التي تم منحها على قبر في سوفراز كوي مزيجًا من «أسماء الأسر الهلنستية التقليدية مع تقديم مبكر للأسماء الشخصية اللاتينية». تلاحظ لانج مدى حيوية الثقافة الرومانية-الجريكوية التي تميزت بها مملكة كوماجيني.
على الرغم من المعلومات المتعددة والمؤكدة تقريبًا عن أصوله، فقد ادّعى الشاعر اليوناني لوقيان السميساطي الذي يعود إلى القرن الثاني أنه ولد في مملكة كوماجيني السابقة في ساموساتا، ووصف نفسه في عمل هجائي الذي ادعى فيه بأنه «آشوري الأصل». على الرغم من تميزه بفن الكتابة بعد الغزو الروماني، إلا أن لوقيان قد ادعى أنه «ما يزال غير فصيحًا في الكلام ويكاد يرتدي سترة (قنداس) على الطراز الآشوري»؛ وقد تم أخذ هذا الأمر كاحتمال ممكن، لكن ليس مؤكد بشكل قطعي، وهو إشارة إلى احتمال أن لغته الأم كانت لهجة آرامية بالفعل.

## الجغرافيا
امتدت مملكة كوماجيني من الضفة اليمنى للفرات حتى جبال طوروس والأمانوس. كما لاحظ العالم الجغرافي سترابو، الذي حسب المملكة على أنها جزء من سوريا، مدى خصوبة أرض المملكة. كانت عاصمتها والمدينة الرئيسية فيها ساموساتا (التي غمرت الآن تحت سد أتاتورك).
تقلبت حدود مملكة كوماجيني مع مرور الوقت. تحت أنطيوخوس ثيوس، سيطرت المملكة على منطقة كبيرة وواسعة من الأرض. لكن بقيت مدينة دولوك تحت حكم الكوماجينيين «لمدة 35 عام تقريبًا؛ بعد أن كان يحكمها أنطيوخوس ثيوس، وربما تم دمجها مع المقاطعة الرومانية من سوريا في وقت مبكر من 31 قبل الميلاد. وقد أعلنت مدينة مرعش نفسها كمدينة تابعة للمملكة الكوماجينية في العصور الرومانية، على الرغم من أنها لم تكن تابعة لها في الأصل. ومن ناحية أخرى، بالإضافة إلى مدينة زيوغما، التي حكمها الكوماجينيين لفترة قصيرة، التي تُعتبر تابعة لمنطقة تدعى سيريستيكا؛ ويقول سترابو أن بومبي قد قام بتسليمها للكوماجيين.